# S 8 (väg)
| ს 8 |

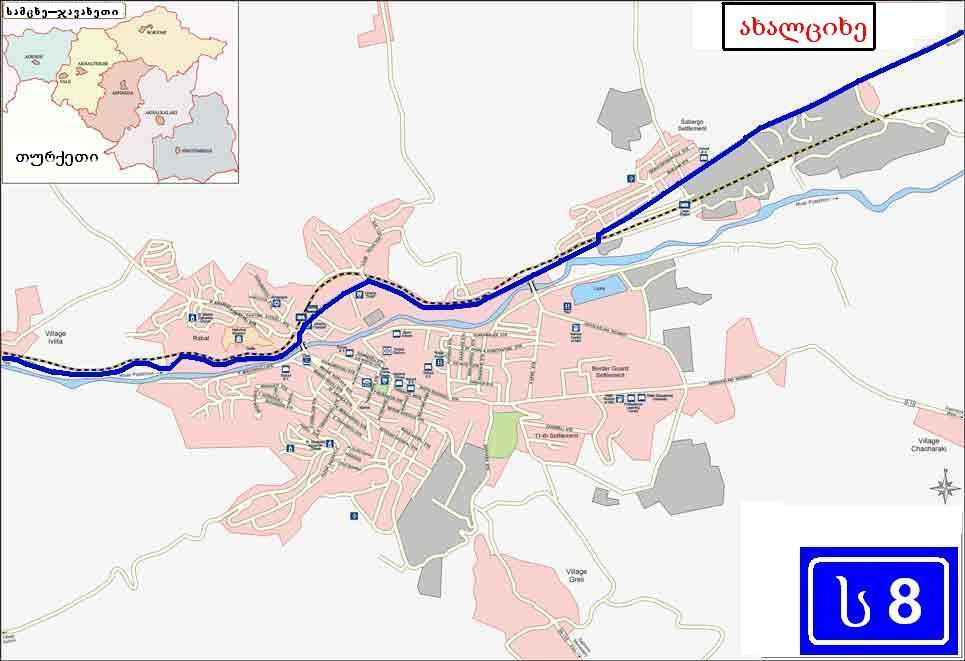
ს 8 i Achaltsiche.

S 8 egentligen ს 8 (georgiska: საქართველოს საავტომობილო მაგისტრალი, Sakartvelos saaktomobilo magistrali) är en av de största vägarna i Georgien inom ს-vägsystemet. Vägen börjar i Chasjuri, går via Vale mot gränsen till Turkiet.